# Emléktáblák Budapest X. kerületében
- A Wikimédia Commons tartalmaz Emléktáblák Budapest X. kerületében témájú kategóriát.

Budapest X. kerülete szócikkhez kapcsolódó képgaléria, mely helyi, országos vagy nemzetközi hírű személyekkel, valamint épületekkel, műtárgyakkal, helynevekkel és eseményekkel összefüggő emléktáblákat tartalmaz.

## Galéria

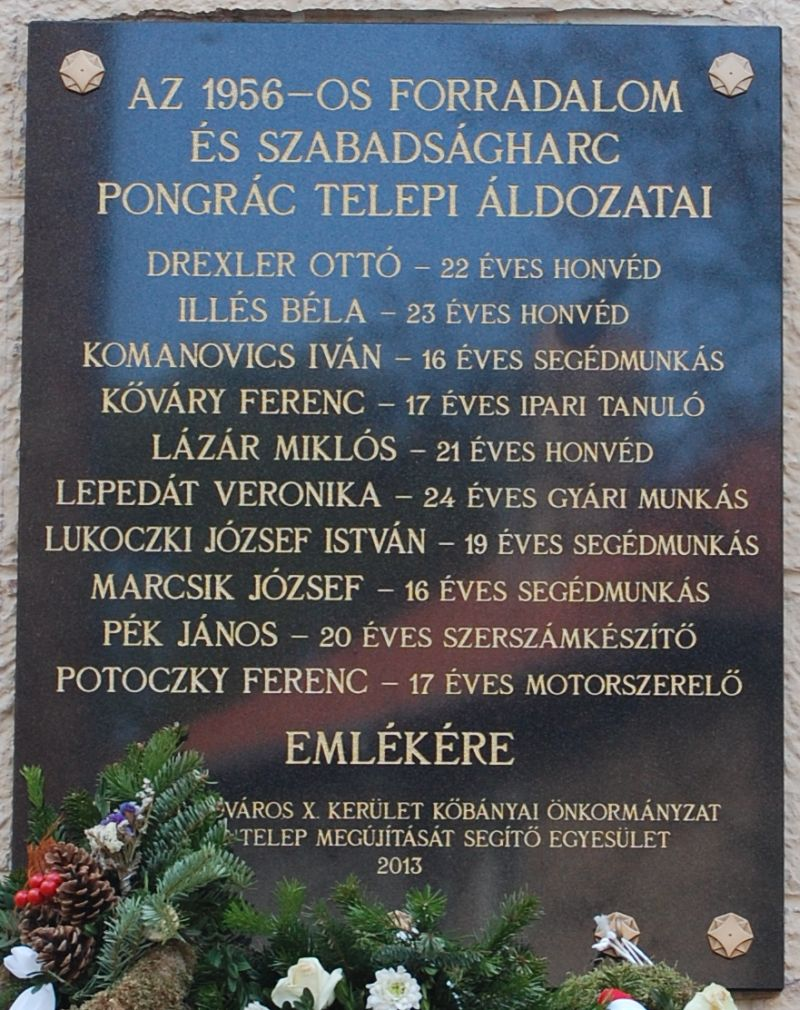
Az 1956-os forradalom és szabadságharc Pongráctelepi áldozatai emlékére Gyöngyike u. 4.
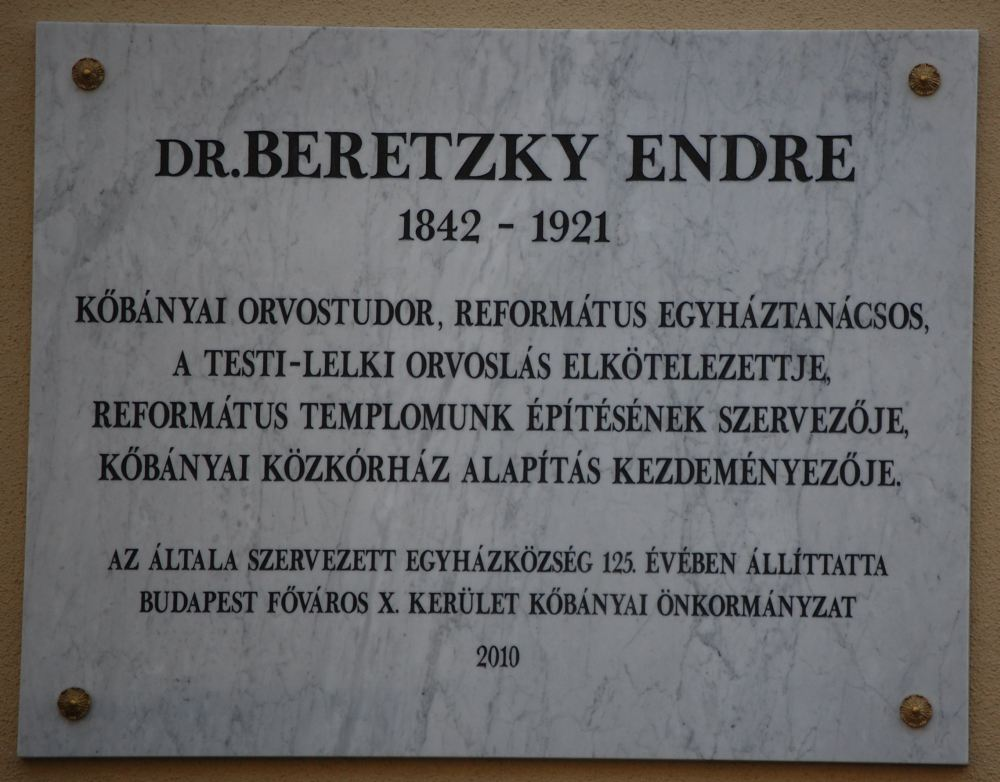
Beretzky Endre Ihász utca 15.
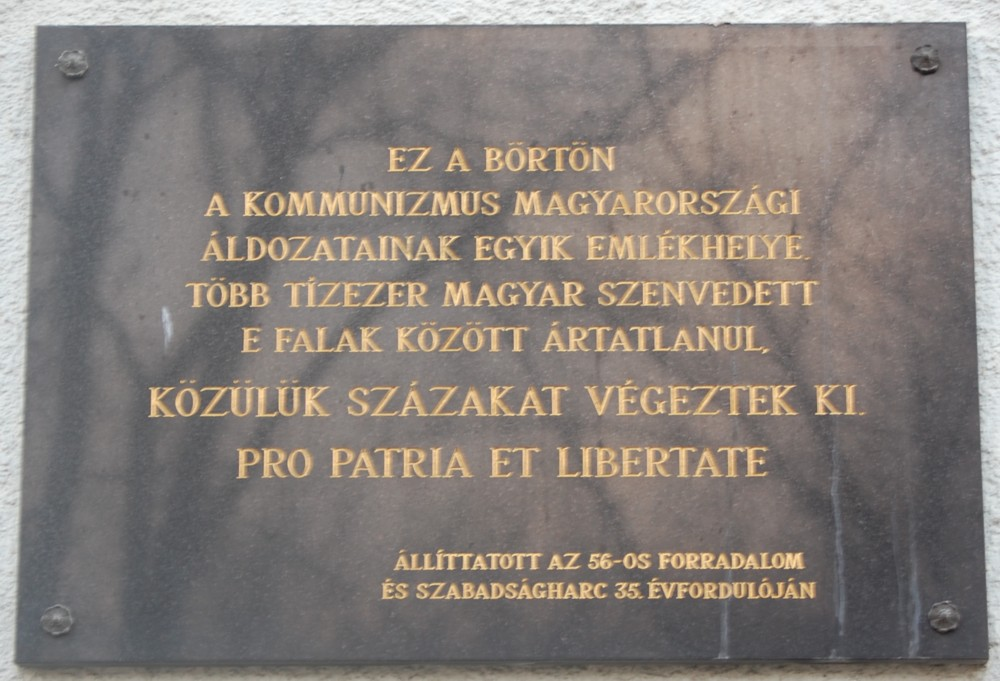
Budapesti Fegyház és Börtön Újhegyi út
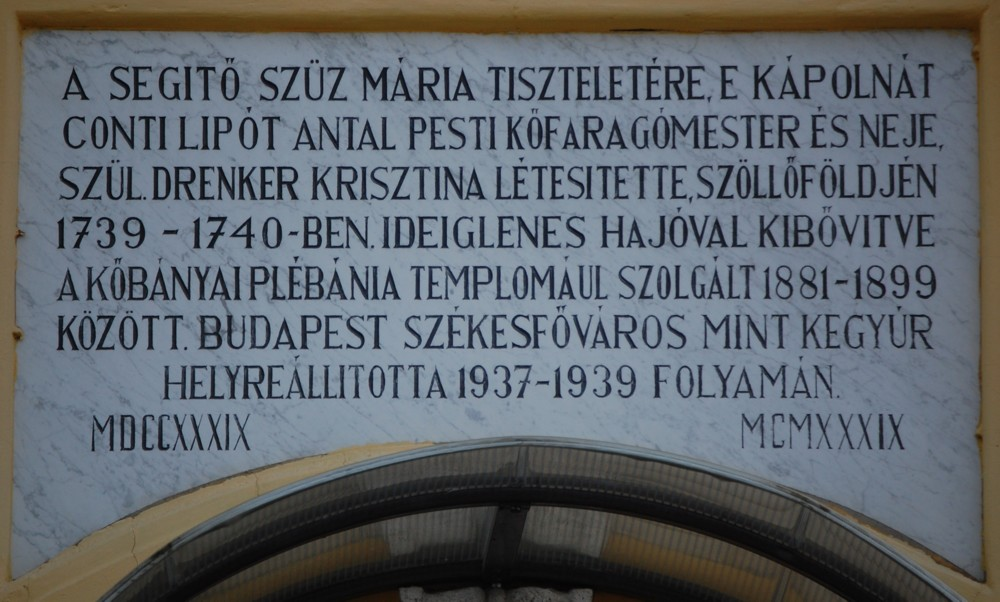
Conti-kápolna Kápolna tér 3.
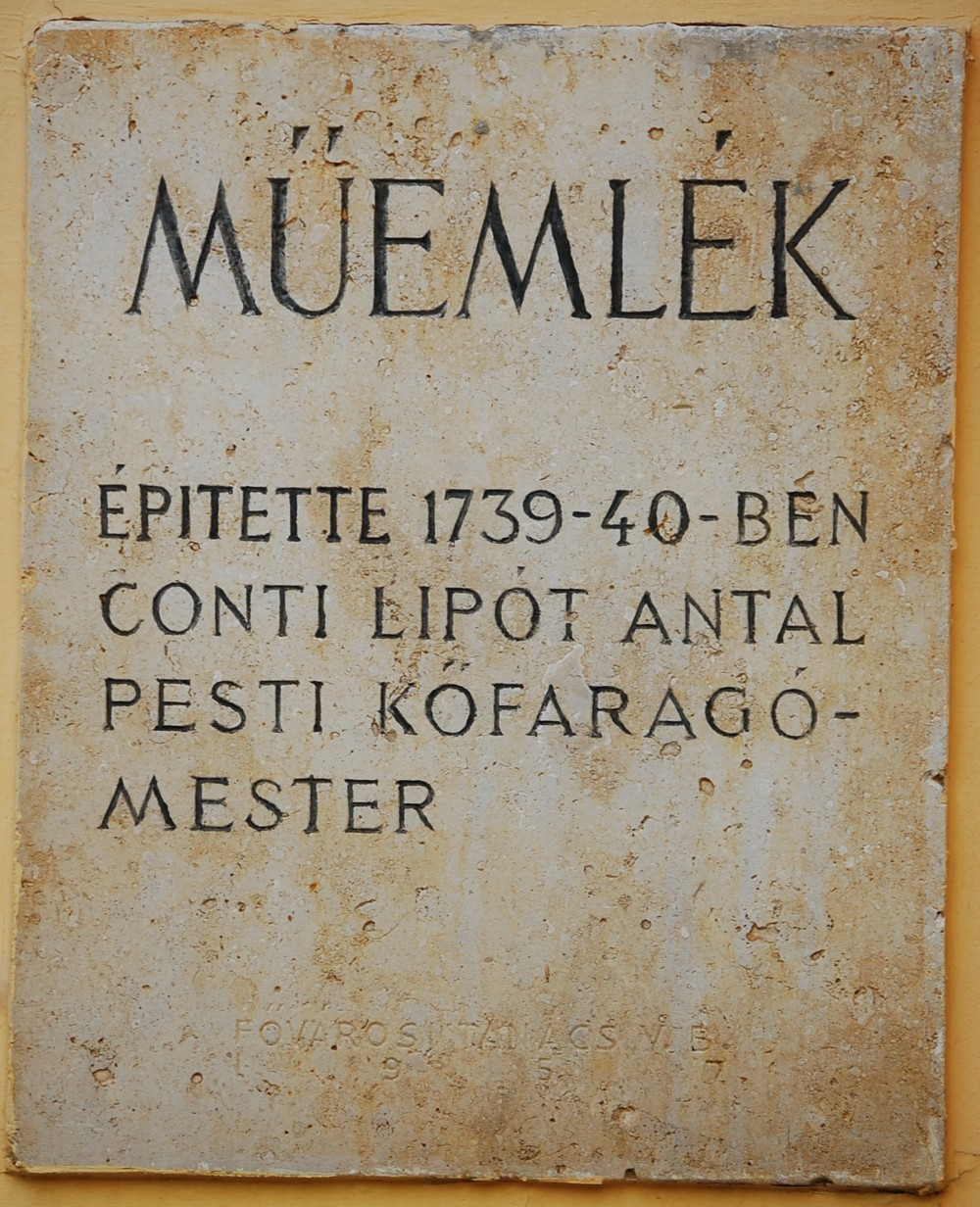
Conti-kápolna Kápolna tér 3.
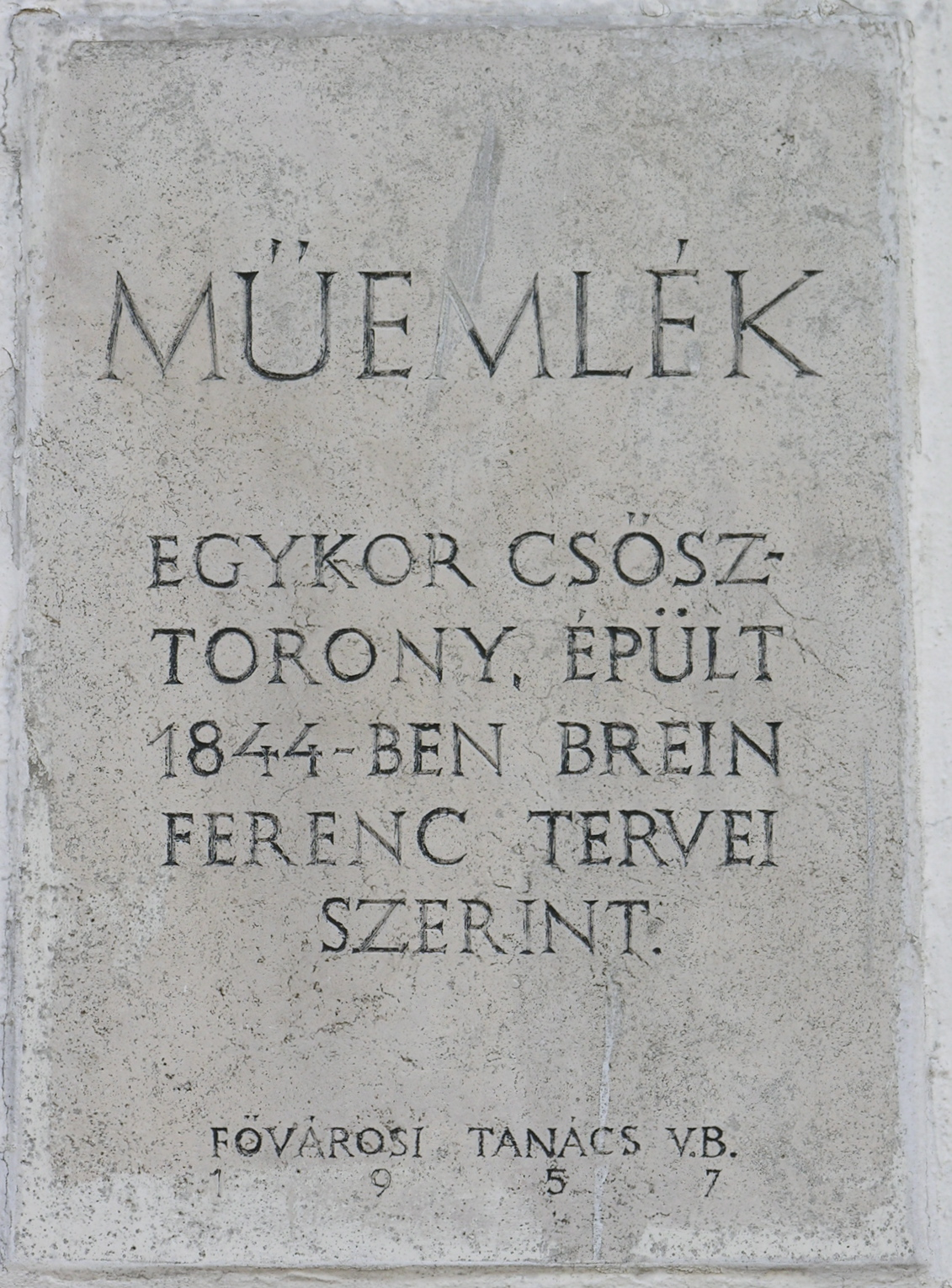
Csősztorony Gitár utca 1.
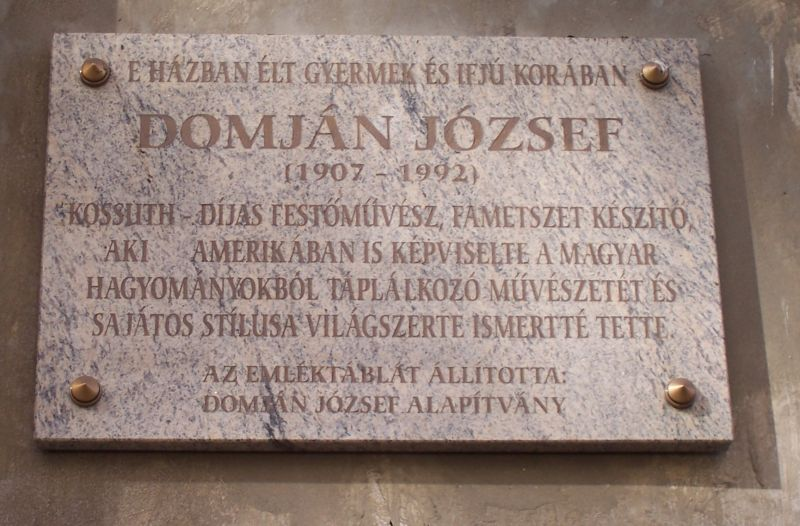
Domján József Harmat utca 1.
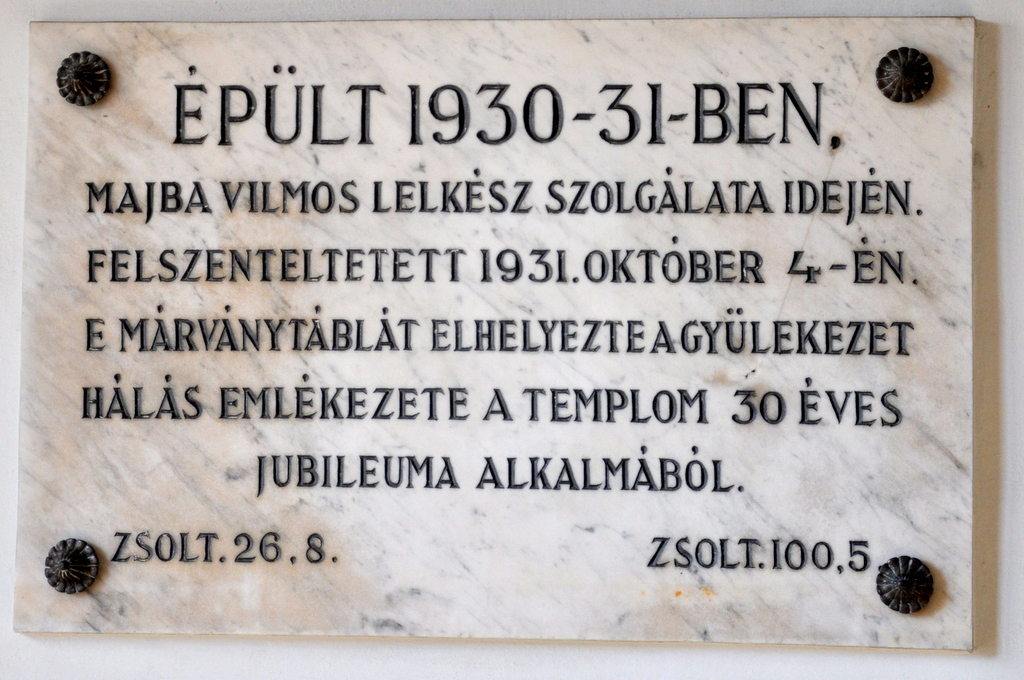
Evangélikus templom Kápolna utca 14.
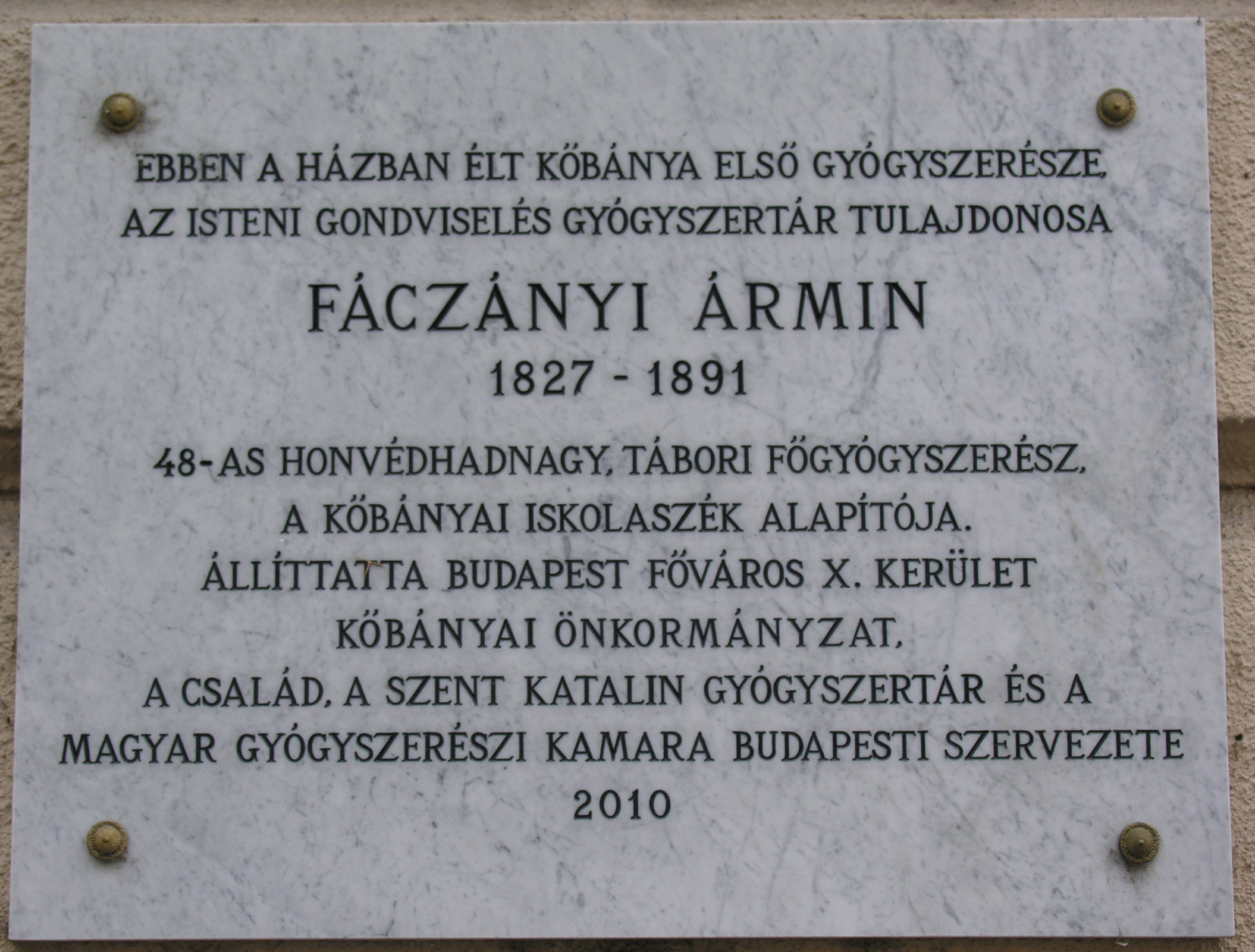
Fáczányi Ármin Füzér utca 28.
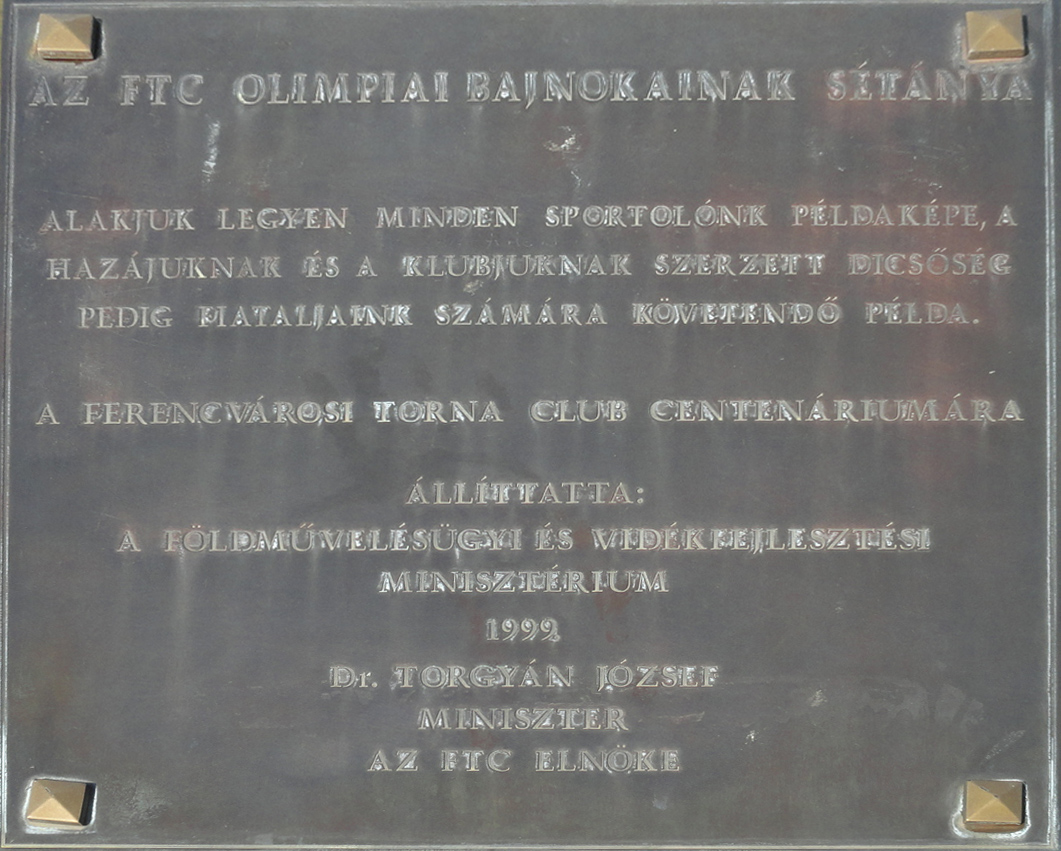
az FTC olimpiai bajnokainak sétánya
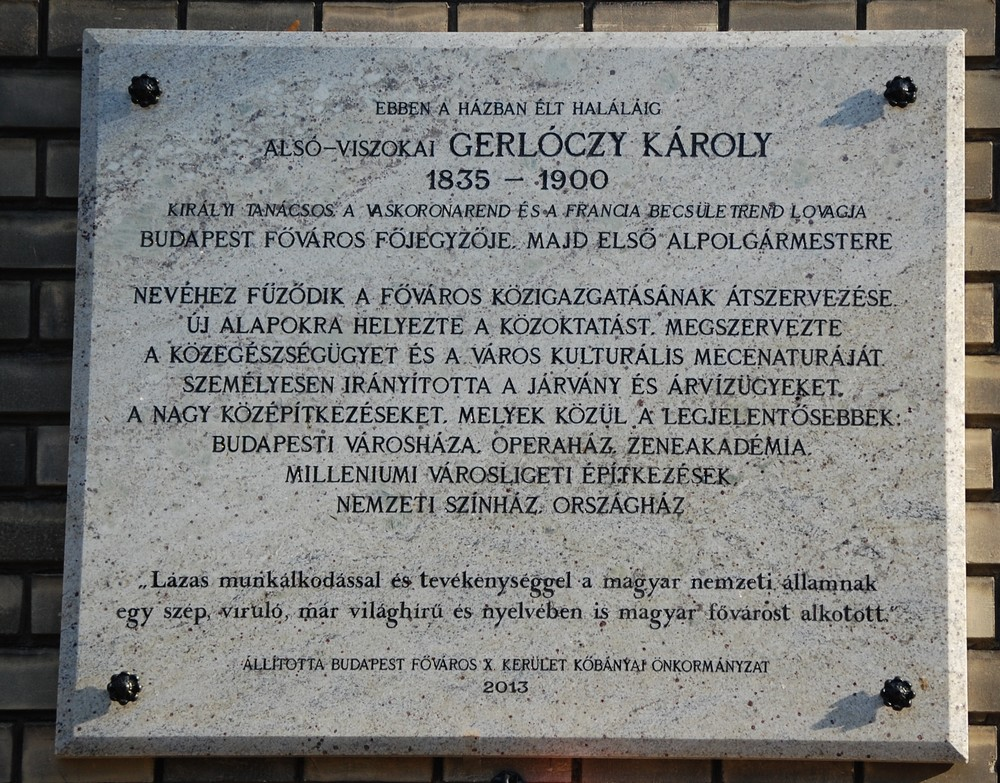
Gerlóczy Károly Hölgy u. 13.
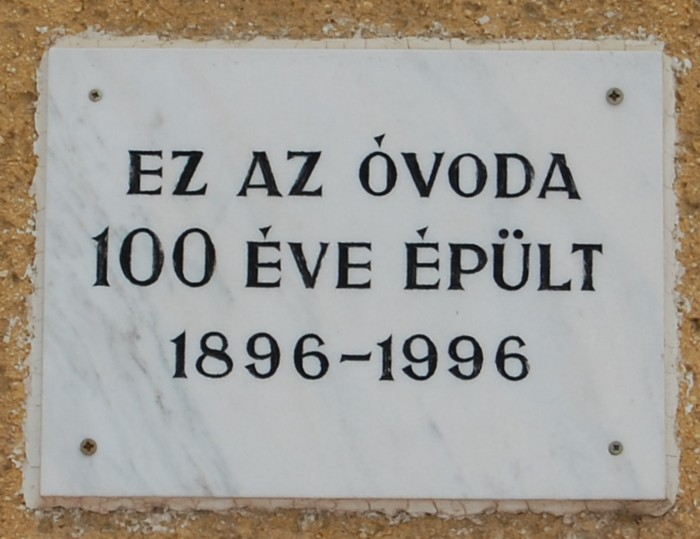
Gesztenye Óvoda Maglódi út 8.
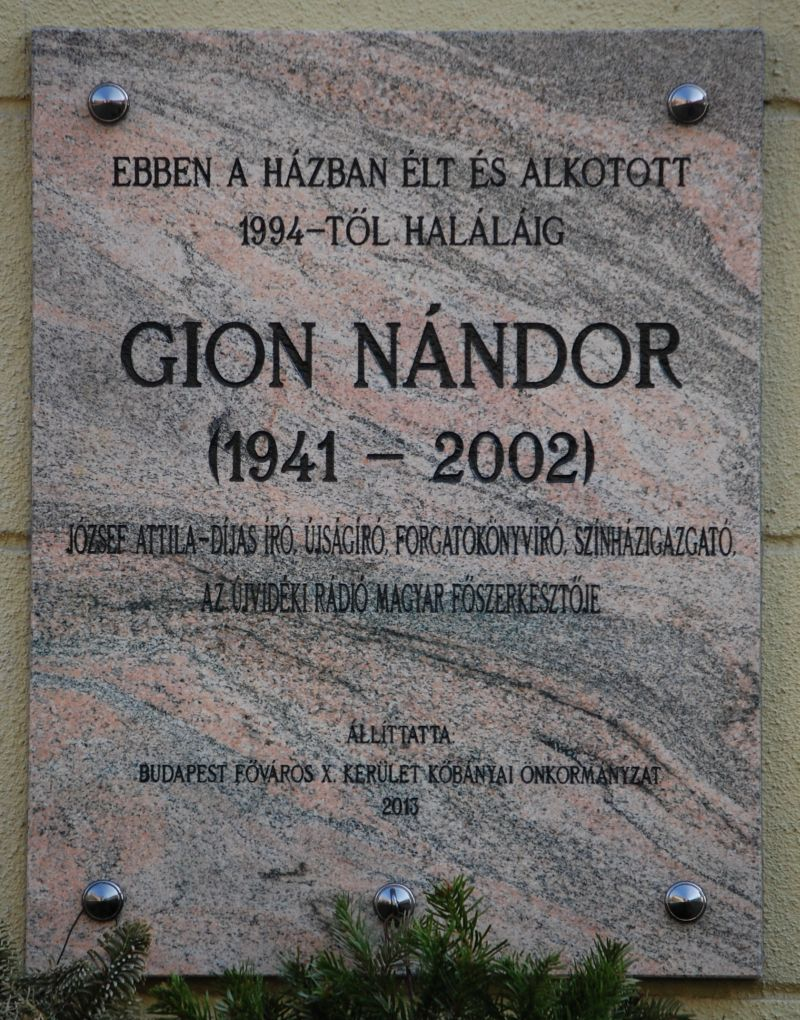
Gion Nándor Kőrösi Csoma sétány 3.
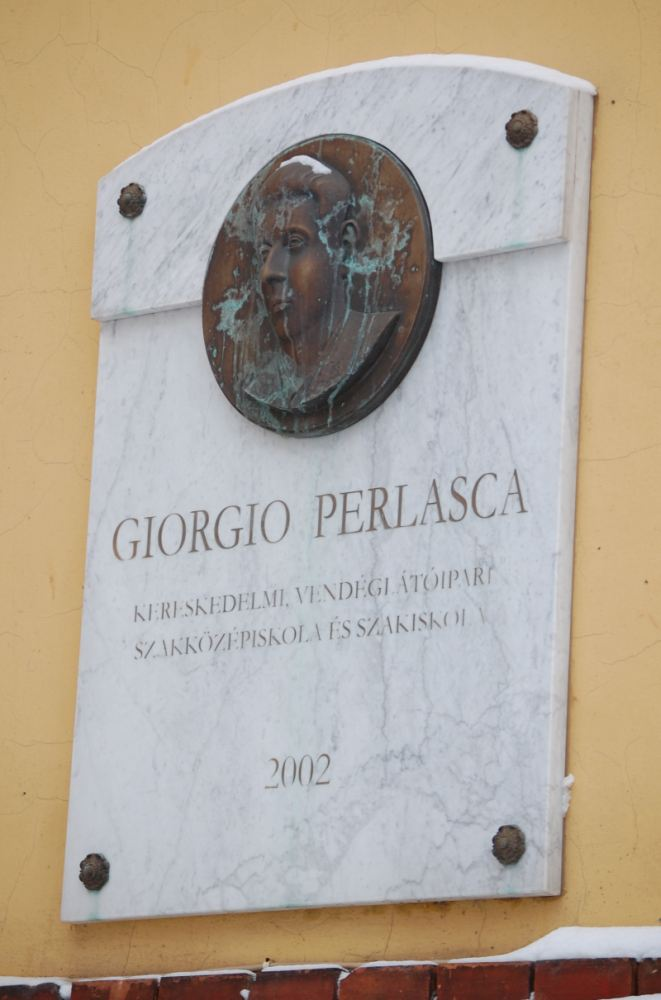
Giorgio Perlasca Kereskedelmi, Vendéglátóipari Szakközépiskola és Szakiskola Maglódi út 8.
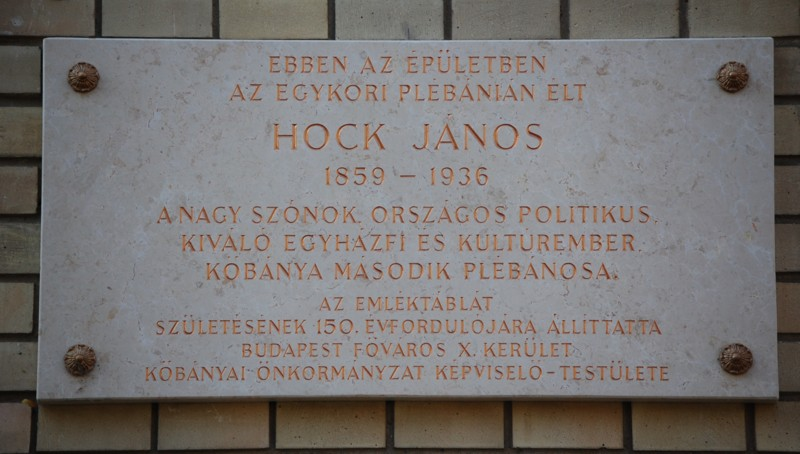
Hock János Szent László tér 29.
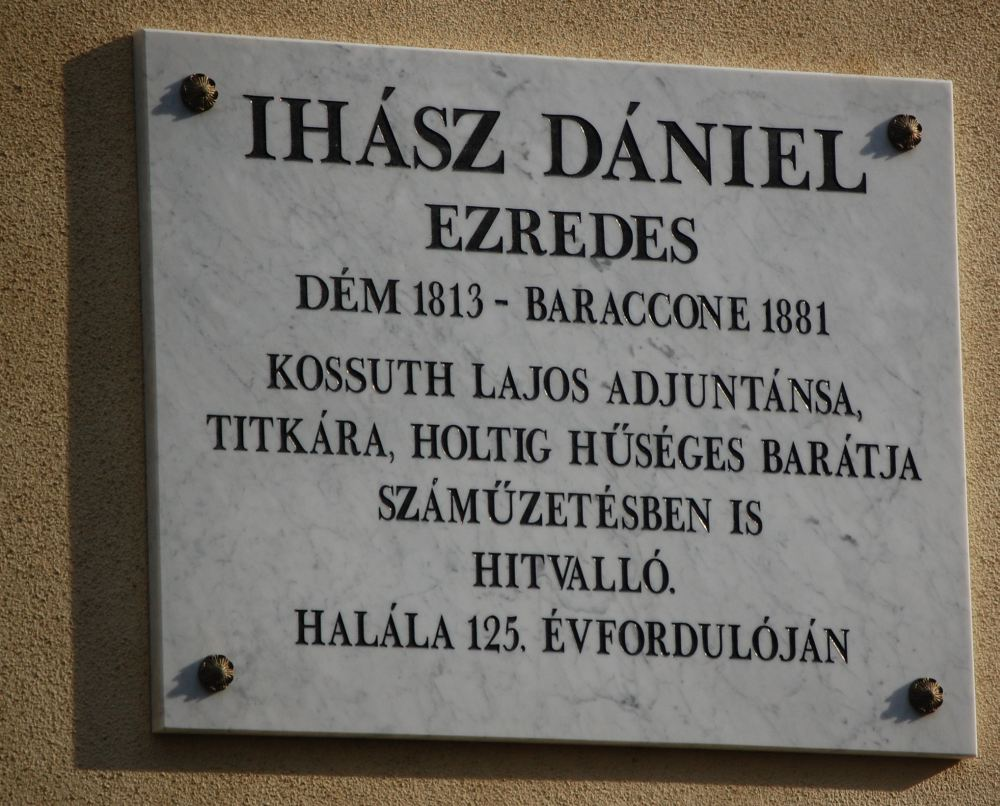
Ihász Dániel Ihász utca 15.
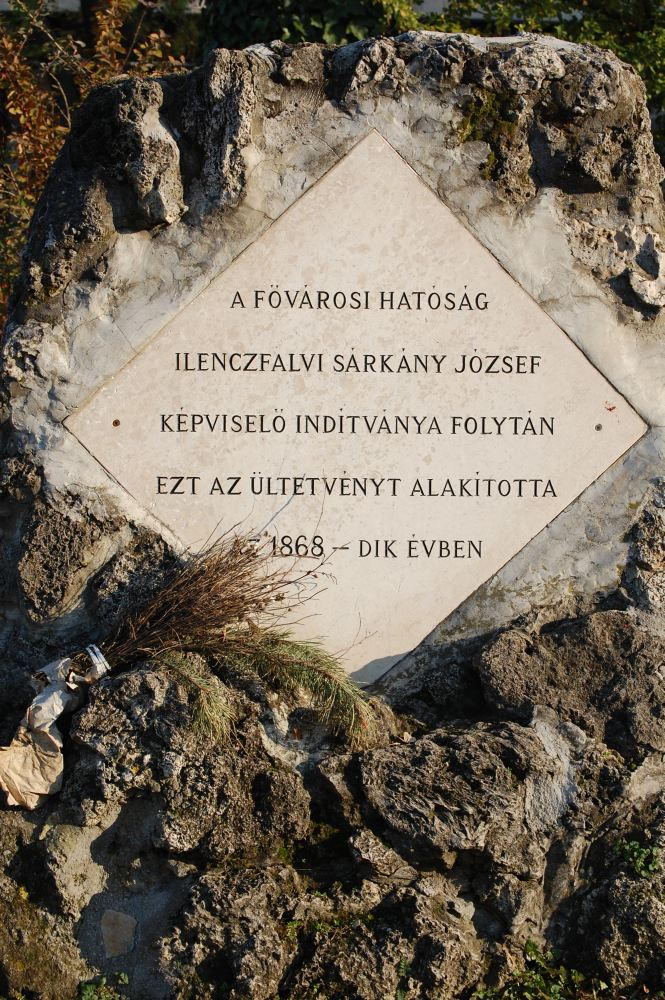
Ilenczfalvi Sárkány József Népliget
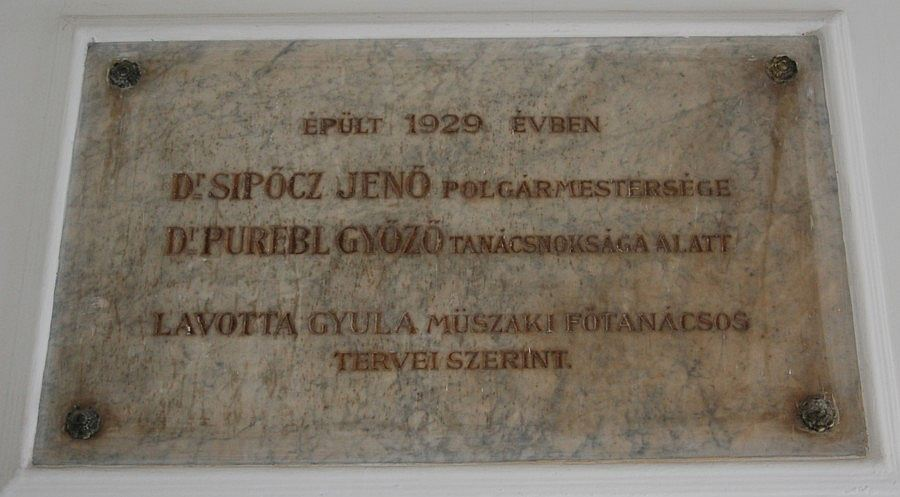
Janikovszky Éva Általános Iskola Üllői úti tagintézménye Üllői út 118.
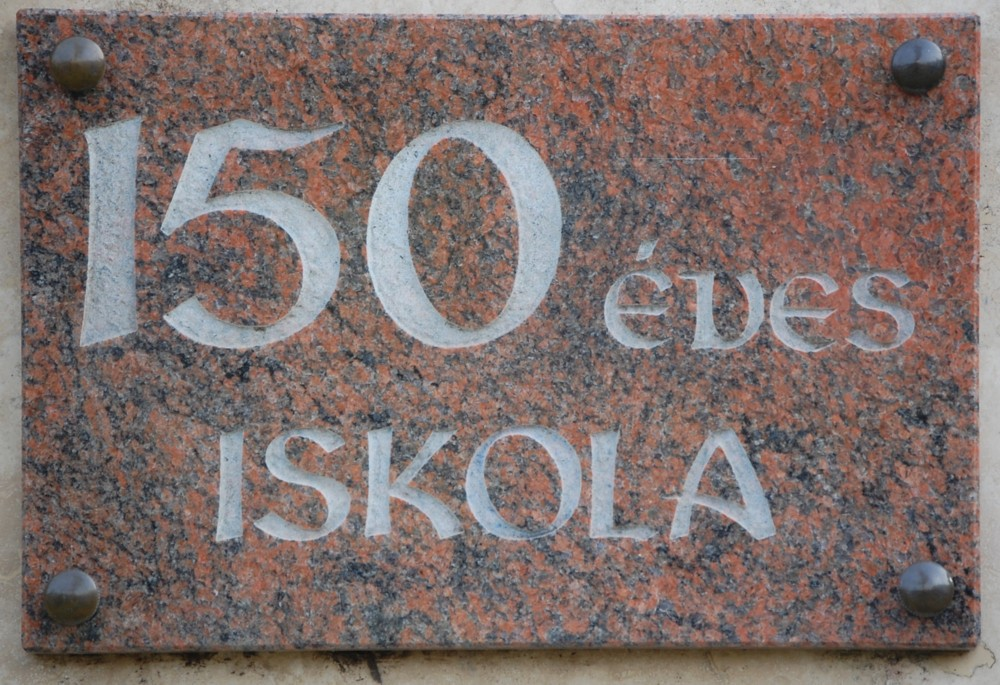
Kápolna téri Általános Iskola Kápolna tér 4.
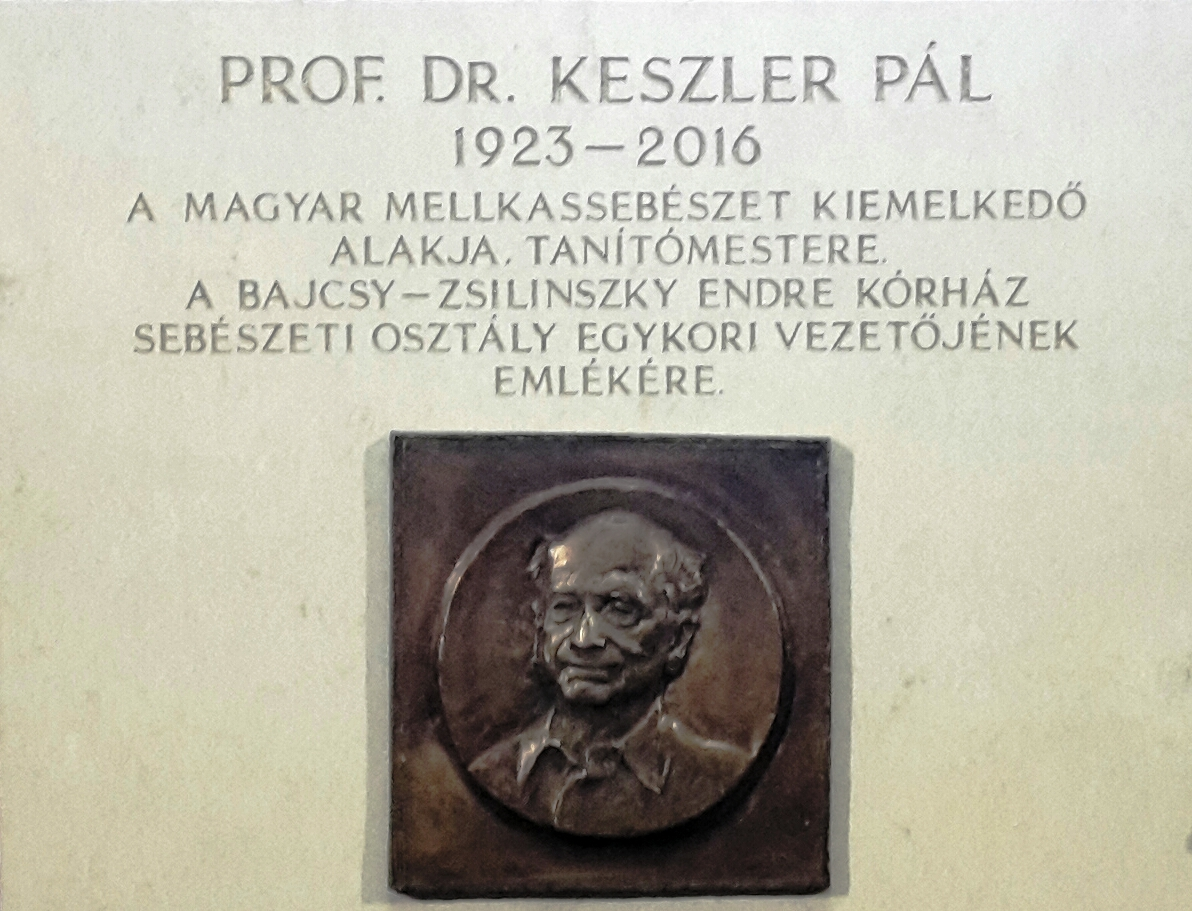
Keszler Pál Bajcsy-Zsilinszky Kórház, Maglódi út 89–91. A épület
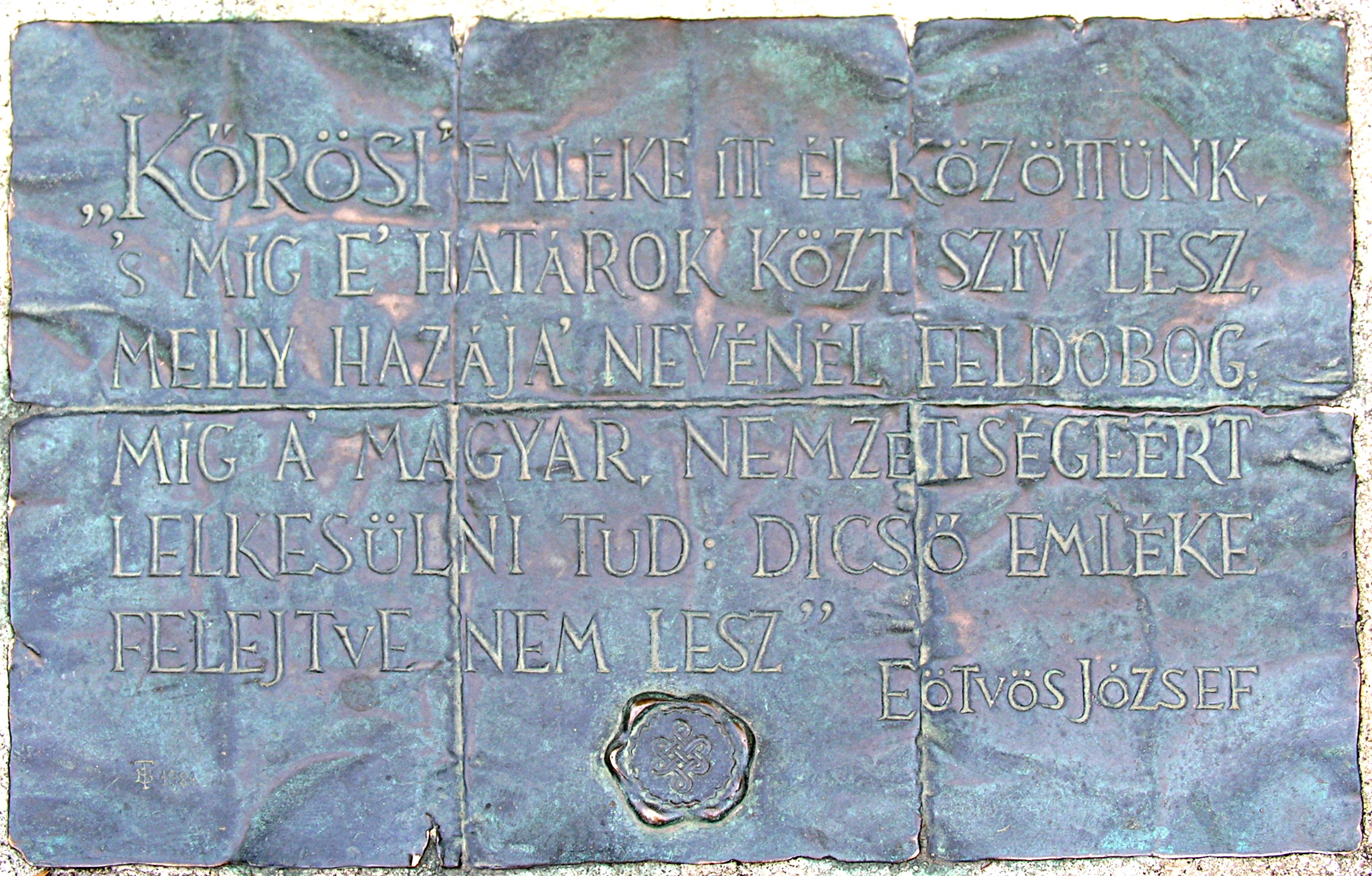
Kőrösi Csoma Sándor Kőrösi Csoma sétány
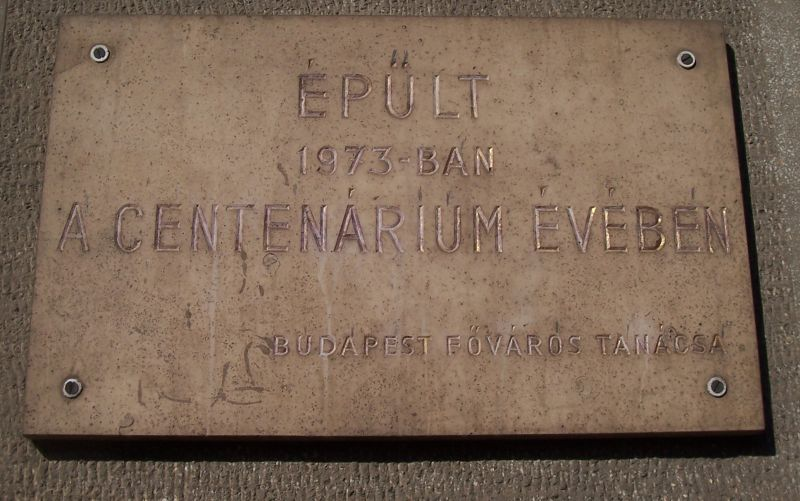
Lakóház Kőrösi Csoma Sándor út 18-20.
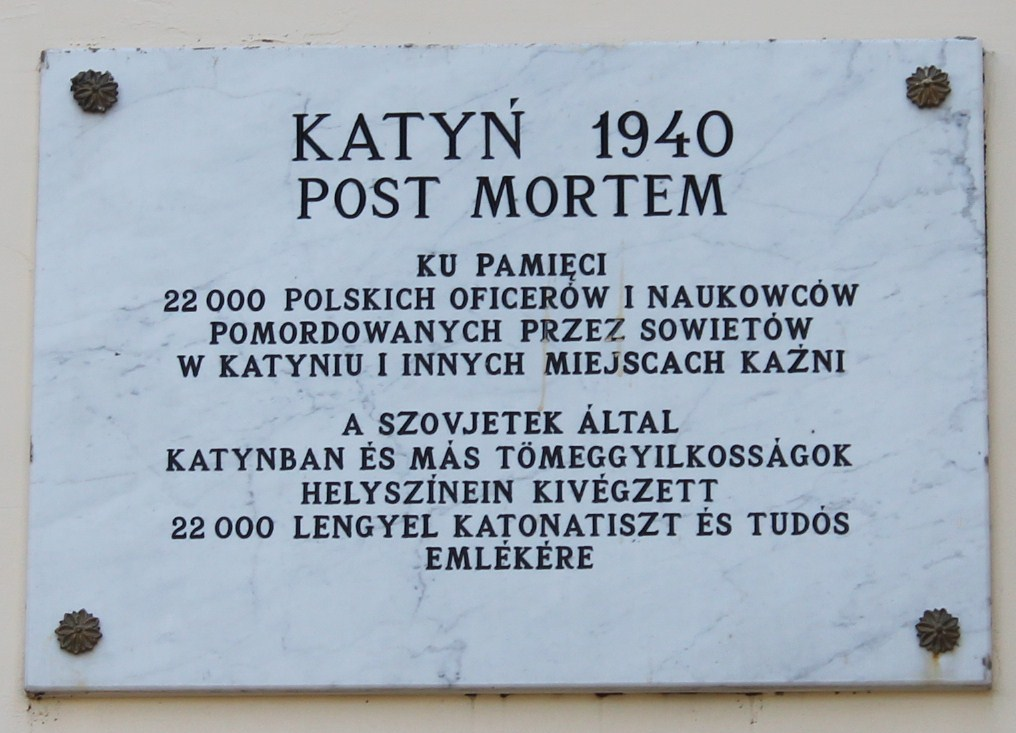
Lengyel nemzetiségi templom Óhegy u. 11.
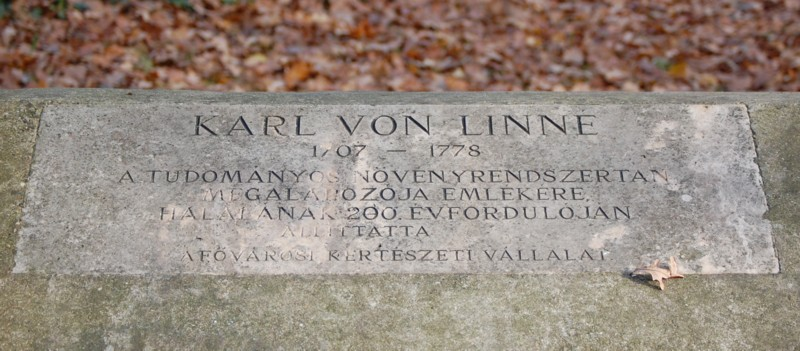
Karl von Linné Népliget
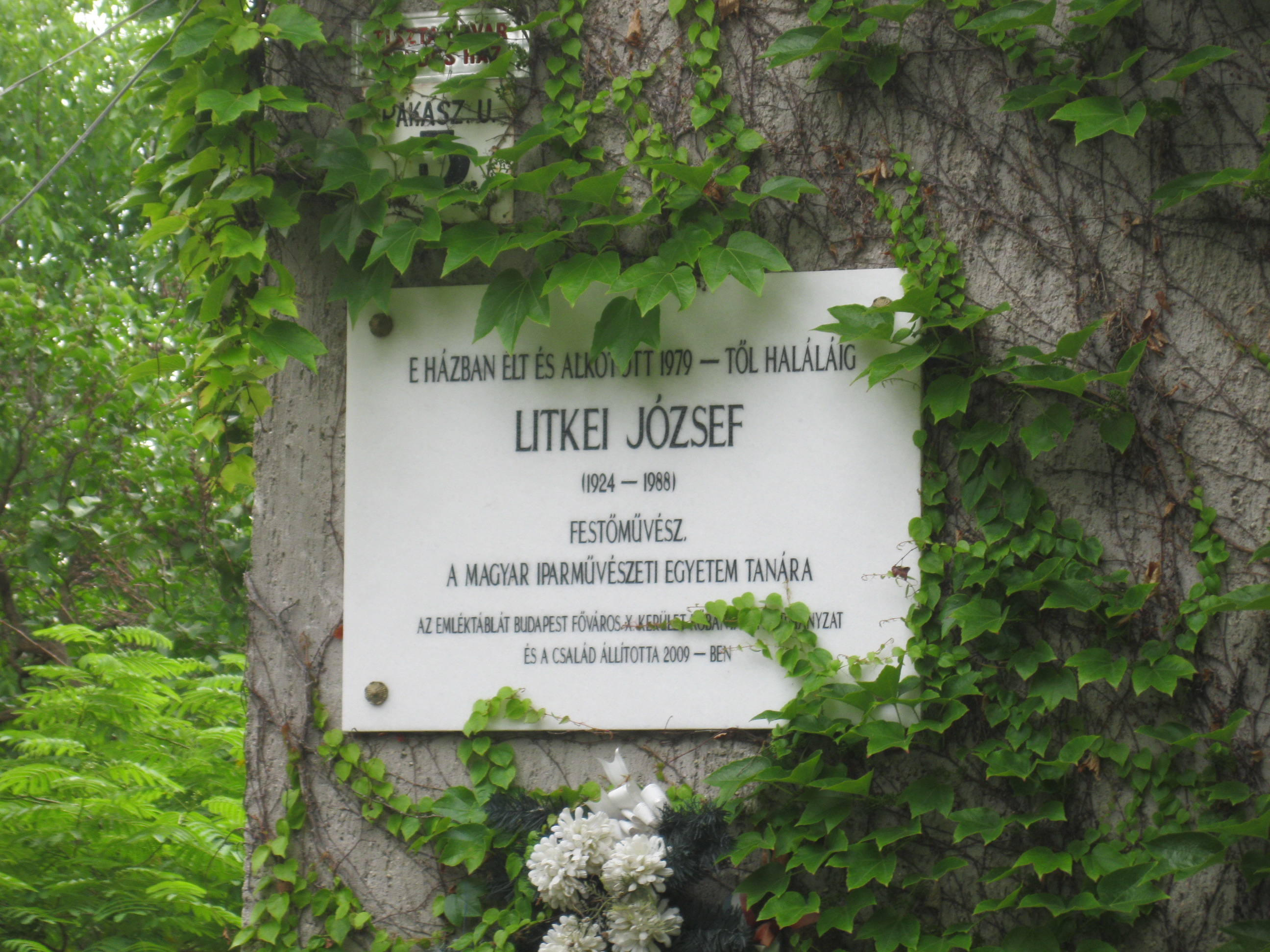
Litkei József Rákász utca 5.
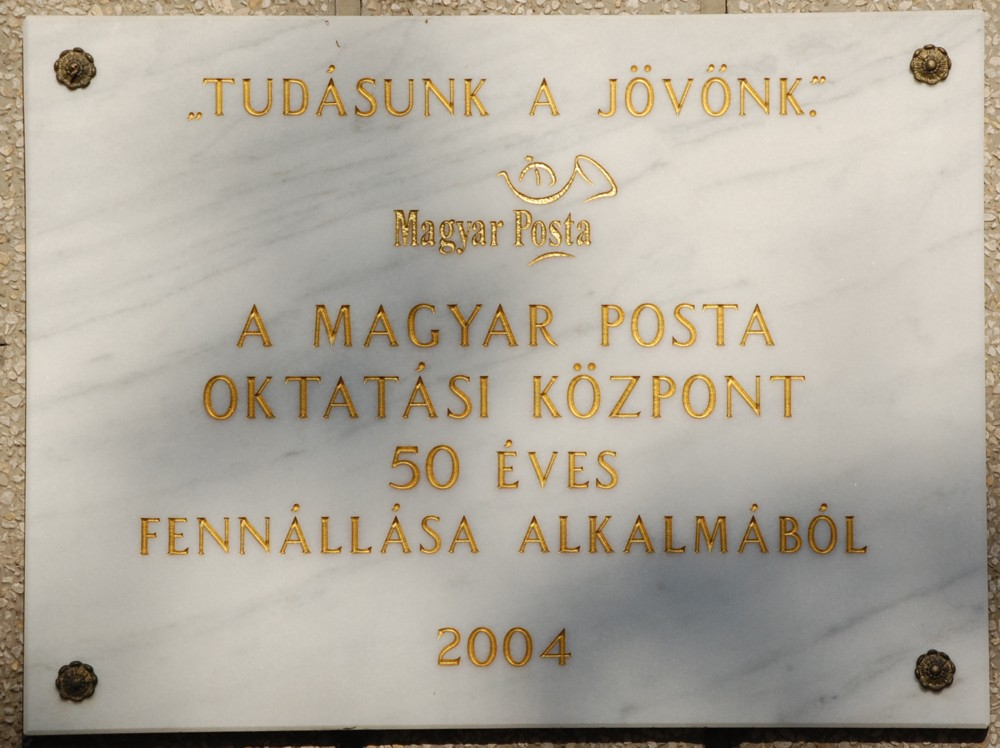
Magyar Posta Oktatási Központ Ceglédi út 2.
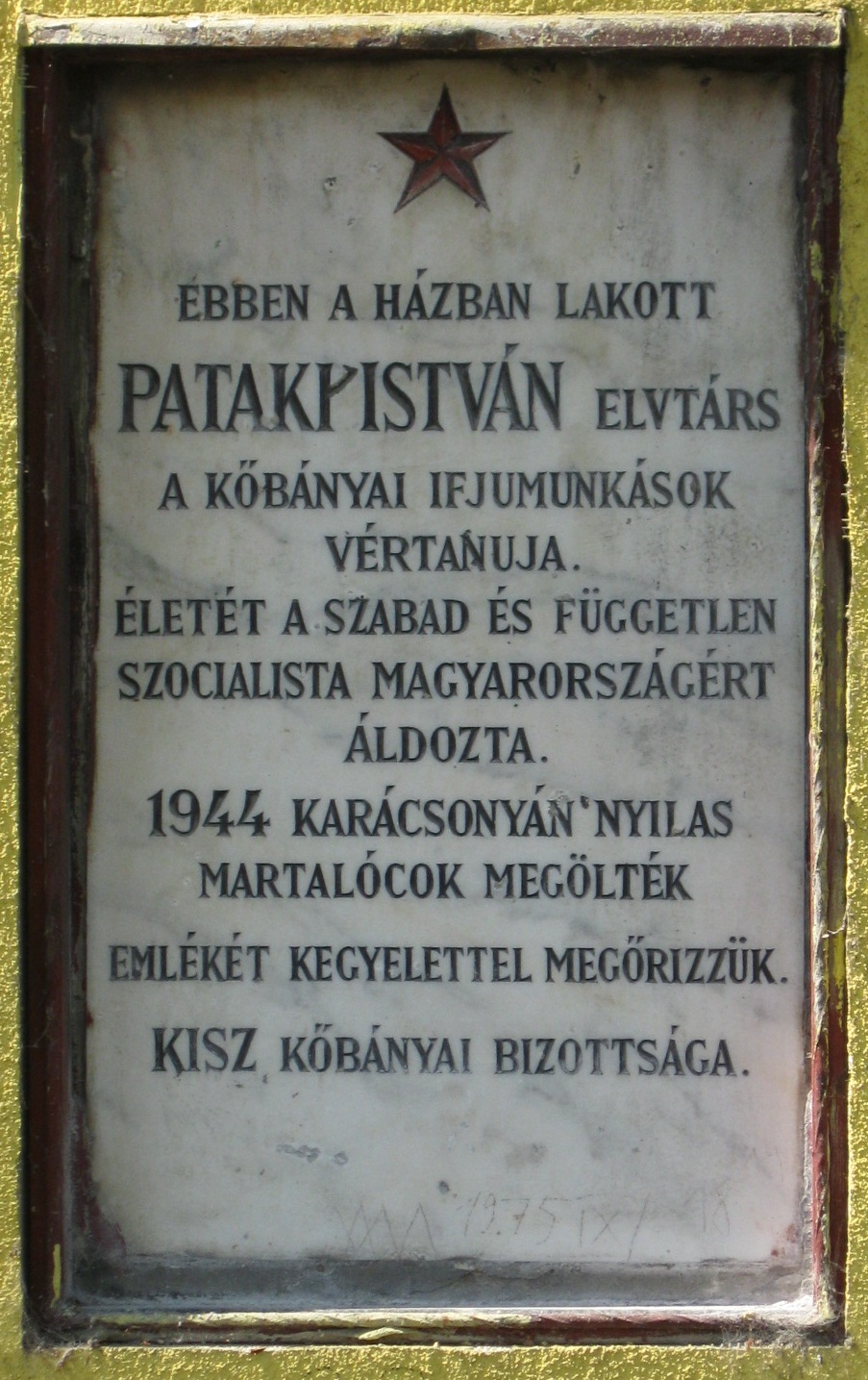
Pataki István Bihari út 8/c
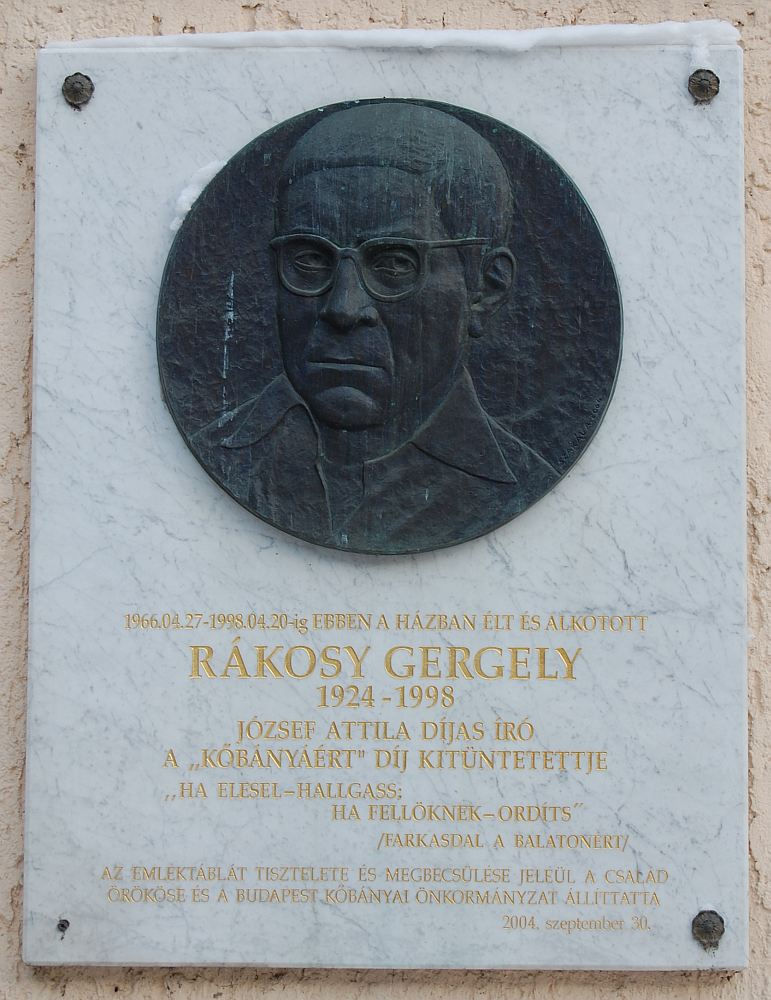
Rákosy Gergely Harmat utca 78.
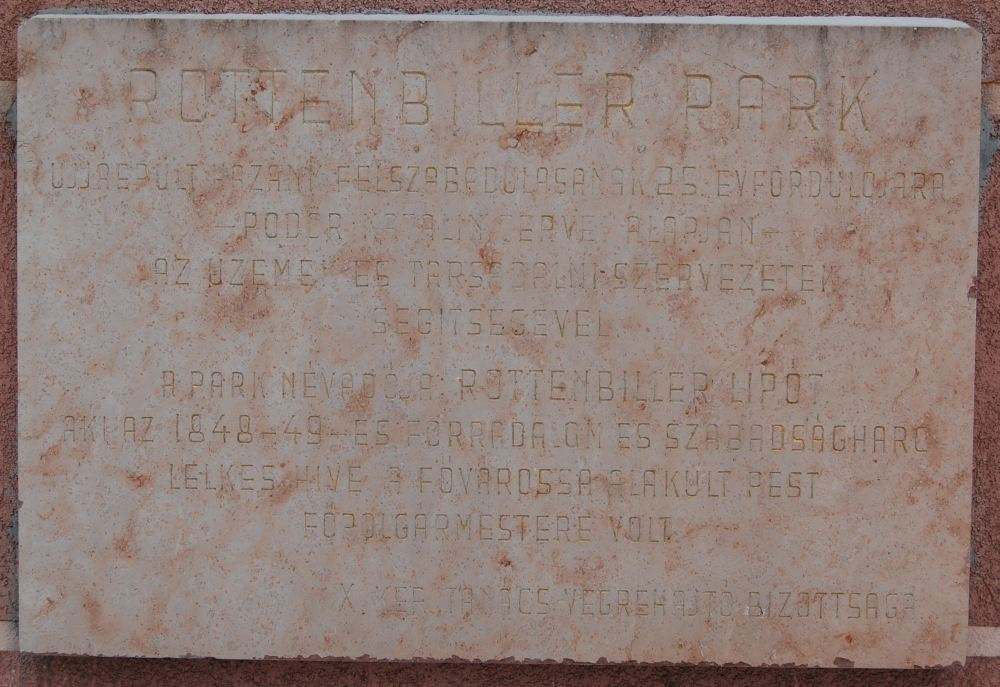
Rottenbiller park Előd utca 1.
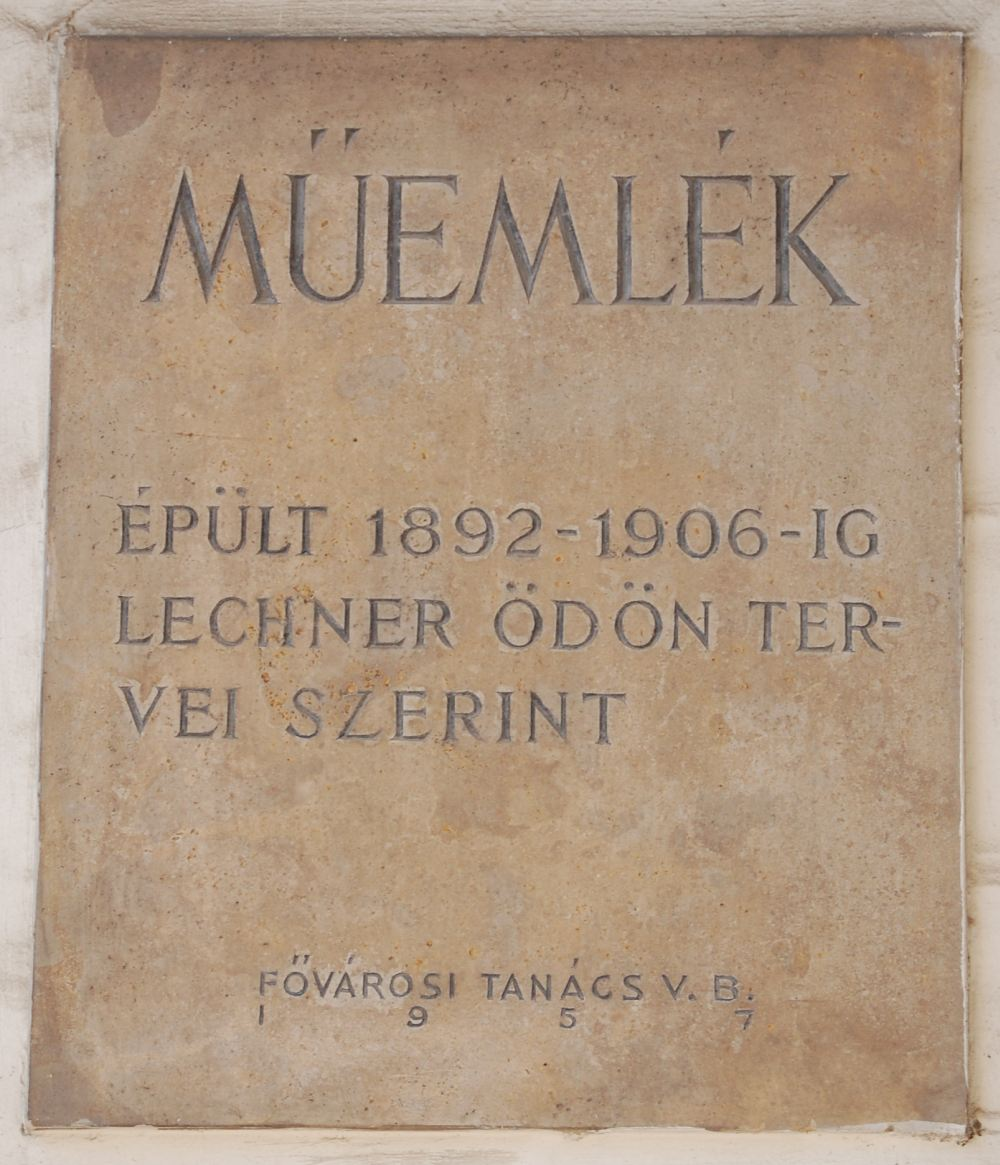
Szent László-templom Szent László tér 25.
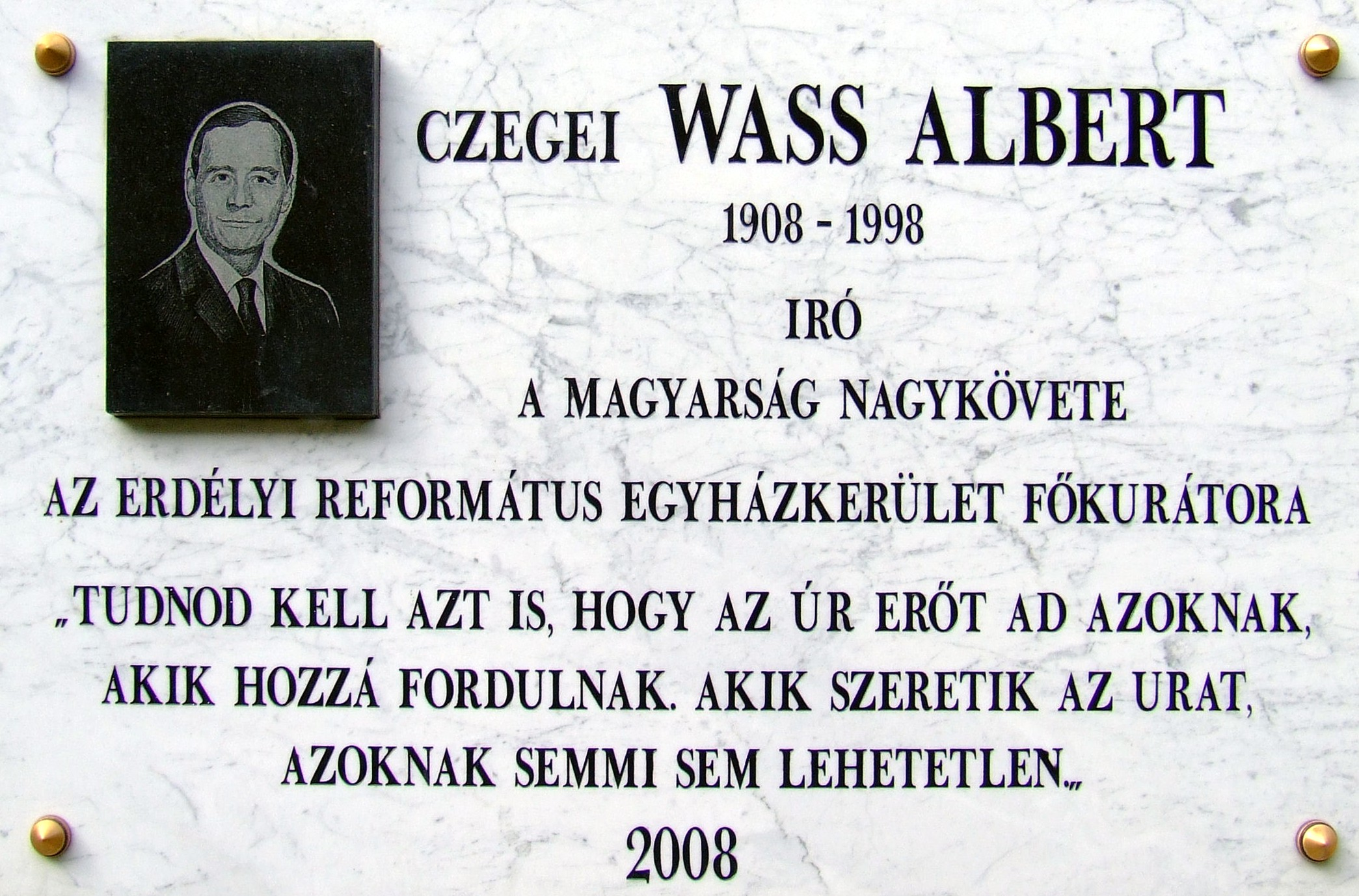
Wass Albert Ihász utca 15.

## Utcaindex
| Bihari út (8/c) Pataki István Ceglédi út (2.) Magyar Posta Oktatási Központ Előd utca (1.) Rottenbiller park Füzér utca (28.) Fáczányi Ármin Gitár utca (1.) Csősztorony Gyöngyike utca (4.) Az 1956-os forradalom és szabadságharc Pongráctelepi áldozatai emlékére Harmat utca (1.) Domján József (78.) Rákosy Gergely Hölgy utca (13.) Gerlóczy Károly Ihász utca (15.) Beretzky Endre, Ihász Dániel, Wass Albert Kápolna tér (3.) Conti-kápolna (4.) Kápolna téri Általános Iskola Kápolna utca (14.) Evangélikus templom | Kőrösi Csoma Sándor út (18-20) Lakóház Kőrösi Csoma sétány (–) Kőrösi Csoma Sándor (3.) Gion Nándor Maglódi út (8.) Gesztenye Óvoda (8.) Giorgio Perlasca Kereskedelmi, Vendéglátóipari Szakközépiskola és Szakiskola (89–91.) Keszler Pál Népliget (-) Ilenczfalvi Sárkány József, Karl von Linné Óhegy utca (11.) Lengyel nemzetiségi templom Rákász utca (5.) Litkei József Szent László tér (25.) Szent László-templom (29.) Hock János Újhegyi út (–) Budapesti Fegyház és Börtön Üllői út (118.) Janikovszky Éva Általános Iskola Üllői úti tagintézménye |